# Анджей Сжеджинський
Анджей Сжеджинський — католицький єпископ Львівський, єпископ-помічник, титулярний єпископ Nicopolis ad Iaterum (1641), декан львівського кафедрального капітулу (1654), куратор львівського кафедрального капітулу (1624), офіціал львівський (1637–1639), адміністратор Львівської дієцезії, пробст перемиський, секретар королівський (1633).